# Chen Yuanyuan
Chen Yuanyuan (1624–1681) fue una cortesana que vivió a finales de la dinastía Ming y principios de la Qing. Fue concubina de Wu Sangui, el general de la dinastía Ming que rindió el Paso Shanhai a la dinastía manchú Qing, y más tarde se rebeló contra ellos en la Revuelta de los tres Feudatarios. La vida de Chen y su relación con Wu se convirtió posteriormente en tema para numerosas leyendas y cuentos populares, muchos de ellos centrados en su supuesta función en la decisión fatídica de Wu de desertar con los extranjeros Qing, sellando el destino de la dinastía autóctona Ming.

## Biografía
Chen Yuanyuan nació en una familia campesina en la provincia de Jiangsu, y a la muerte de su padre, se convirtió en cortesana. Chen pronto se convirtió en una figura principal en la escena de la ópera de Suzhou. En 1642, se convirtió en la amante  del erudito y poeta Mao Xiang. Posteriormente, Chen fue comprada por la familia de Tian Hongyu, padre de una de las concubinas del emperador Chongzhen. Después fue comprada para Wu Sangui por su padre, o dada a Wu como regalo por Tian.
Es una  de las Ocho Bellezas de Qinhuai (en chino, 秦淮八艳) descritas por los funcionarios de finales de los Qing. Las otras cortesanas del grupo son Ma Xianglan, Bian Yujing (卞玉京), Li Xiangjun, Dong Xiaowan, Gu Mei, Kou Baimen (寇白門), y Liu Rushi.

## En la ficción

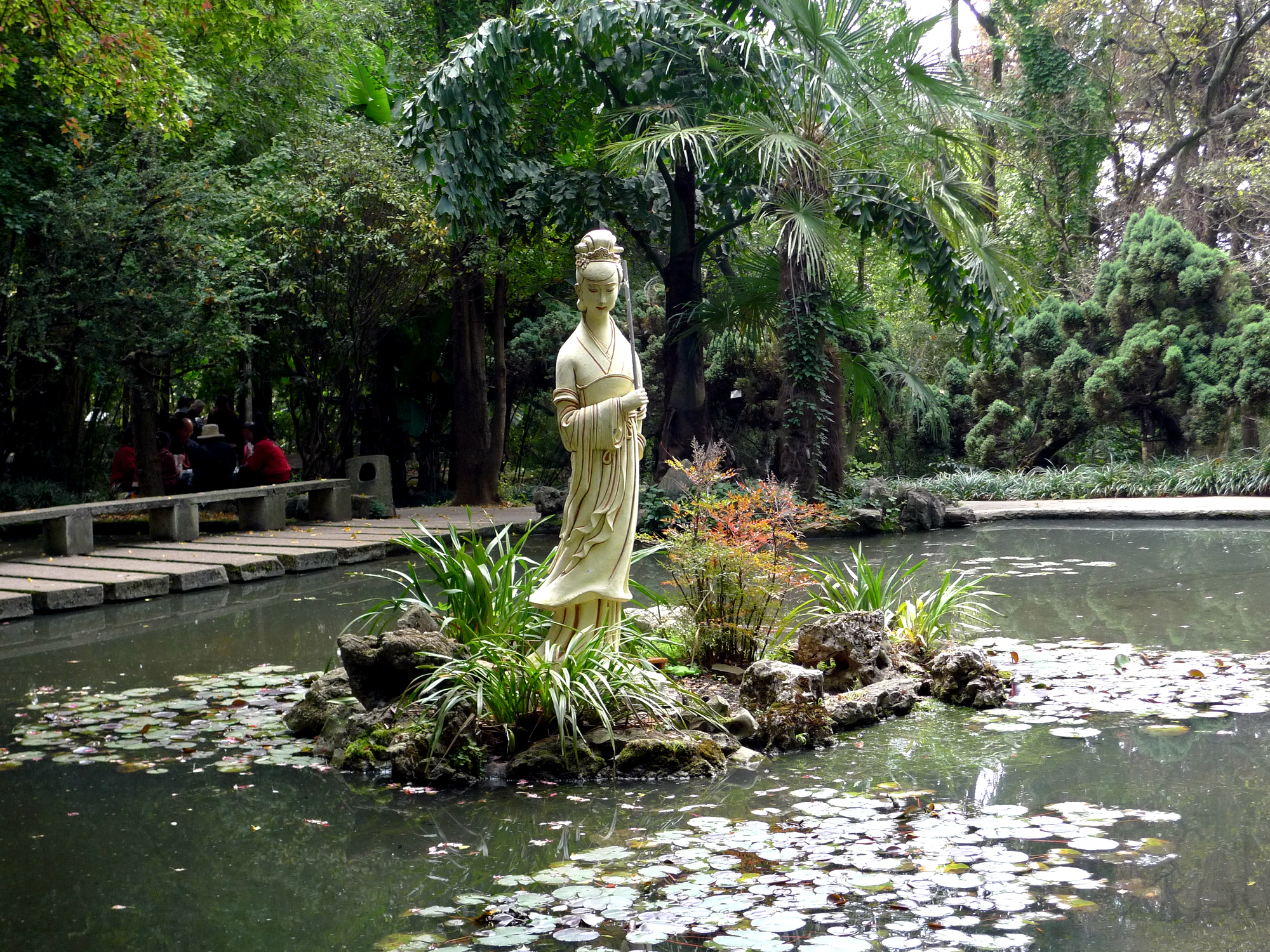
Estatua de Chen Yuanyuan en el Parque del Pabellón de Oro en Kunming.

En abril de 1644, el ejército rebelde de Li Zicheng capturó la capital Ming de Pekín, y el emperador Chongzhen se suicidó. Sabiendo que el formidable ejército de Wu Sangui en Ningyuan era una seria amenaza, Li de inmediato se propuso obtener la lealtad de Wu. Envió dos cartas a Wu, incluyendo una en nombre del padre de Wu, cautivo entonces en Pekín. Antes de que Wu Sangui pudiera responder, recibió la noticia de que toda su familia había sido asesinada. Wu entonces escribió al regente Qing, Dorgon, indicando su disposición a combinar fuerzas para expulsar a los rebeldes de Pekín, preparando así el escenario para la conquista de China por parte de los Qing.
En la tradición popular, sin embargo, Chen Yuanyuan toma una función más dramática y romantizada en los acontecimientos. Según historias que surgieron durante el reinado de Kangxi, el motivo de Wu Sangui para unir fuerzas con las Qing contra Li Zicheng es que Li había secuestrado y (según algunos de los relatos) violado a Chen, la amada concubina de Wu. Esta versión del cuento se hizo famosa por la poesía de Wu Weiye titulada Canción de Yuanyuan:

"En ese momento en que el emperador abandonó el mundo humano,/Wu aplastó al enemigo y capturó la capital, bajando desde el Paso de Jade./Los seis ejércitos, lamentándose y afligidos, estaban uniformemente vestidos con el luto blanco,/una ola de ira que le levantaba el casco lo impulsó, todo por el bien de la cara blanca./ El de la cara blanca, a la deriva y caído, no era lo que yo anhelaba./ Los bandidos ofensores, derrotados por el Cielo, se revolcaron en placeres sin sentido./ Los rayos rodearon los turbantes amarillos, las tropas de la montaña negra fueron sofocadas./ Habiendo llorado por gobernante y parientes, me encontré con ella nuevamente. Extracto de la Canción de Yuanyuan, Wu Weiye.

A pesar de que tales historias que ligan la caída de la dinastía a la relación entre Wu y Chen resultaron ser muy populares, los historiadores modernos generalmente las consideran productos posteriores de ficción popular, no hechos históricos. Según algunas cuentas, Chen Yuanyuan sobrevivió a la caída de Pekín y posteriormente se reunió con Wu Sangui. Una historia reclama que más tarde en la vida, cambió su nombre y se convirtió en monja en Kunming después de la fallida rebelión de Wu Sangui contra los Qing. Esta historia también puede ser una fabricación posterior, o folclore popular.